# Championnat du monde de Formule 1 1987
Navigation
1986 1988

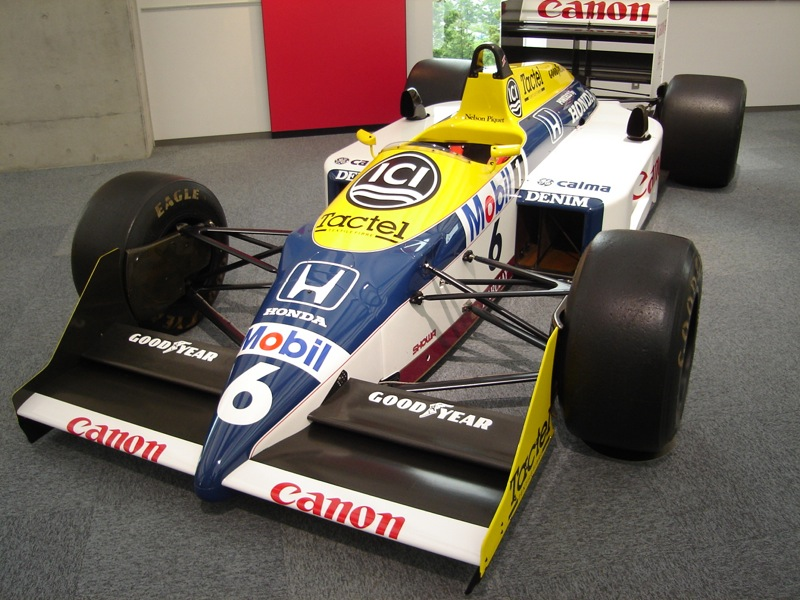
La Williams FW11B (ici celle de Nelson Piquet), qui a dominé la saison.

Le championnat  du monde de Formule 1 1987 a été remporté par le Brésilien Nelson Piquet sur une Williams-Honda. Williams remporte le championnat du monde des constructeurs.

## Repères

### Pilotes
Débuts en tant que pilote-titulaire : 
- Satoru Nakajima chez Lotus.
- Pascal Fabre chez AGS.
- Adrian Campos chez Minardi.
- Stefano Modena chez Brabham pour le GP d'Australie à la place de Riccardo Patrese parti chez Williams.
- Gabriele Tarquini chez Osella pour le GP de Saint-Marin.
- Franco Forini chez Osella du GP d'Italie au GP d'Espagne.
- Yannick Dalmas chez Larrousse à partir du GP du Mexique.
- Nicola Larini chez Coloni pour les Grands Prix d'Italie et d'Espagne

 Transferts : 
- Stefan Johansson quitte Ferrari pour McLaren.
- Jonathan Palmer quitte Zakspeed pour Tyrrell.
- Andrea De Cesaris quitte Minardi pour Brabham.
- Martin Brundle quitte Tyrrell pour Zakspeed.
- Christian Danner quitte Arrows pour Zakspeed.
- Derek Warwick quitte Brabham pour Arrows.
- Thierry Boutsen quitte Arrows pour Benetton.
- Gerhard Berger quitte Benetton pour Ferrari.
- Philippe Alliot quitte Ligier pour Larrousse.

 Retraits : 
- Keke Rosberg (champion du monde 1982, 114 GP, 5 pole positions, 17 podiums, 5 victoires et 159,5 points entre 1978 et 1986).
- Elio de Angelis décédé prématurément lors d'essais privés au Castellet (108 GP, 3 pole positions, 9 podiums, 2 victoires et 122 points entre 1979 et 1986).
- Mike Thackwell (2 GP en 1980 et 1984).
- Johnny Dumfries (15 GP et 3 points en 1986).
- Huub Rothengatter (25 GP entre 1984 et 1986).
- Alan Jones (champion du monde 1980, 116 GP, 6 pole positions, 24 podiums, 12 victoires et 206 points entre 1975 et 1986).
- Patrick Tambay (114 GP, 5 pole positions, 11 podiums, 2 victoires et 103 points entre 1977 et 1986).
- Marc Surer (81 GP, 1 meilleur tour et 17 points entre 1979 et 1986).
- Allen Berg (9 GP en 1986).
- Jacques Laffite (176 GP, 7 pole positions, 32 podiums, 6 victoires et 228 points entre 1974 et 1986).
- Mauro Baldi (36 GP et 5 points entre 1982 et 1985).

 Retours : 
- Eddie Cheever (86 GP, 7 podiums et 50 points entre 1978 et 1986), chez Arrows.
- Ivan Capelli (4 GP et 3 points en 1985 et 1986), chez March.
- Alex Caffi (1 GP en 1986), chez Osella.

 Transfert en cours de saison : 
- Riccardo Patrese quitte Brabham pour Williams en remplacement de Nigel Mansell blessé, pour le dernier Grand Prix de la saison.

 Retours en cours de saison : 
- Piercarlo Ghinzani chez Ligier à partir du GP de Saint-Marin.
- Roberto Moreno chez AGS pour remplacer Pascal Fabre pour les deux derniers Grands Prix de la saison.

### Écuries
- L'écurie Haas Lola se retire du championnat.
- Les écuries Larrousse et Coloni intègrent le championnat.
- L'écurie March revient au championnat sous cette dénomination, remplaçant ainsi RAM.
- Fournitures de moteurs Ford pour les écuries Tyrrell, AGS, March, Benetton, Larrousse et Coloni.
- Fournitures de moteurs Honda pour l'écurie Lotus.
- Fournitures de moteurs Megatron pour l'écurie Arrows.
- Après la défection au dernier moment de la firme de moteurs Alfa Romeo, Ligier se tourne rapidement vers le Megatron.

### Circuits
- Le Grand Prix de Grande-Bretagne retourne à Silverstone.
- Le Grand Prix du Japon revient au championnat après 10 ans d'absence et se déroule à  Suzuka et non pas au Fuji Speedway.
- Le Grand Prix du Canada, bien que prévu en juin à Montréal, entre les Grands Prix de Monaco et de Detroit, est annulé[1].

## Règlement sportif
- L'attribution des points s'effectue selon le barème 9, 6, 4, 3, 2, 1.
- Seuls les 11 meilleurs résultats sont retenus.

## Règlement technique
- Moteurs suralimentés : 1 500 cm³
- Moteurs atmosphériques : 3 500 cm³

Après une année d'interdiction, les moteurs atmosphériques sont de nouveau autorisés, et à une cylindrée maximale plus avantageuse que par le passé (3 500 cm³ et non plus 3 000 cm³ comme de 1966 à 1985).

## Pilotes et monoplaces
| Écurie                         | Constructeur | Châssis          | Moteur                                | Pneus | no | Pilotes            | Pilotes d'essais et de réserve |
| ------------------------------ | ------------ | ---------------- | ------------------------------------- | ----- | -- | ------------------ | ------------------------------ |
| Marlboro McLaren International | McLaren      | MP4/3            | TAG V6 Turbo                          | G     | 1  | Alain Prost        |                                |
| Marlboro McLaren International | McLaren      | MP4/3            | TAG V6 Turbo                          | G     | 2  | Stefan Johansson   |                                |
| Data General Team Tyrrell      | Tyrrell      | DG016            | Ford V8                               | G     | 3  | Jonathan Palmer    |                                |
| Data General Team Tyrrell      | Tyrrell      | DG016            | Ford V8                               | G     | 4  | Philippe Streiff   |                                |
| Canon Williams Honda Team      | Williams     | FW11B            | Honda V6 Turbo                        | G     | 5  | Nigel Mansell      | Jean-Louis Schlesser           |
| Canon Williams Honda Team      | Williams     | FW11B            | Honda V6 Turbo                        | G     | 5  | Riccardo Patrese   | Jean-Louis Schlesser           |
| Canon Williams Honda Team      | Williams     | FW11B            | Honda V6 Turbo                        | G     | 6  | Nelson Piquet      | Jean-Louis Schlesser           |
| Motor Racing Developments Ltd  | Brabham      | BT56             | BMW L4 Turbo                          | G     | 7  | Riccardo Patrese   |                                |
| Motor Racing Developments Ltd  | Brabham      | BT56             | BMW L4 Turbo                          | G     | 7  | Stefano Modena     |                                |
| Motor Racing Developments Ltd  | Brabham      | BT56             | BMW L4 Turbo                          | G     | 8  | Andrea De Cesaris  |                                |
| West Zakspeed Racing           | Zakspeed     | 861 871          | Zakspeed L4 Turbo                     | G     | 9  | Martin Brundle     |                                |
| West Zakspeed Racing           | Zakspeed     | 861 871          | Zakspeed L4 Turbo                     | G     | 10 | Christian Danner   |                                |
| Camel Team Lotus Honda         | Lotus        | 99T              | Honda V6 Turbo                        | G     | 11 | Satoru Nakajima    |                                |
| Camel Team Lotus Honda         | Lotus        | 99T              | Honda V6 Turbo                        | G     | 12 | Ayrton Senna       |                                |
| Team El Charro AGS             | AGS          | JH22             | Ford V8                               | G     | 14 | Pascal Fabre       |                                |
| Team El Charro AGS             | AGS          | JH22             | Ford V8                               | G     | 14 | Roberto Moreno     |                                |
| Leyton House March Racing Team | March        | 87P 871          | Ford V8                               | G     | 16 | Ivan Capelli       | Kris Nissen                    |
| USF&G Arrows Megatron          | Arrows       | A10              | Megatron L4 Turbo                     | G     | 17 | Derek Warwick      |                                |
| USF&G Arrows Megatron          | Arrows       | A10              | Megatron L4 Turbo                     | G     | 18 | Eddie Cheever      |                                |
| Benetton Formula Ltd           | Benetton     | B187             | Ford V6 Turbo                         | G     | 19 | Teo Fabi           | Johnny Dumfries Emanuele Pirro |
| Benetton Formula Ltd           | Benetton     | B187             | Ford V6 Turbo                         | G     | 20 | Thierry Boutsen    | Johnny Dumfries Emanuele Pirro |
| Osella Squadra Corse           | Osella       | FA1G FA1I        | Alfa Romeo V8 Turbo                   | G     | 21 | Alex Caffi         |                                |
| Osella Squadra Corse           | Osella       | FA1G FA1I        | Alfa Romeo V8 Turbo                   | G     | 22 | Gabriele Tarquini  |                                |
| Osella Squadra Corse           | Osella       | FA1G FA1I        | Alfa Romeo V8 Turbo                   | G     | 22 | Franco Forini      |                                |
| Minardi F1 Team                | Minardi      | M187             | Motori Moderni V6 Turbo               | G     | 23 | Adrian Campos      | Franco Scapini                 |
| Minardi F1 Team                | Minardi      | M187             | Motori Moderni V6 Turbo               | G     | 24 | Alessandro Nannini | Franco Scapini                 |
| Ligier Loto                    | Ligier       | JS29 JS29B JS29C | Alfa Romeo V8 Turbo Megatron L4 Turbo | G     | 25 | René Arnoux        |                                |
| Ligier Loto                    | Ligier       | JS29 JS29B JS29C | Alfa Romeo V8 Turbo Megatron L4 Turbo | G     | 26 | Piercarlo Ghinzani |                                |
| Scuderia Ferrari SpA SEFAC     | Ferrari      | F1-87            | Ferrari V6 Turbo                      | G     | 27 | Michele Alboreto   |                                |
| Scuderia Ferrari SpA SEFAC     | Ferrari      | F1-87            | Ferrari V6 Turbo                      | G     | 28 | Gerhard Berger     |                                |
| Larrousse & Calmels F1         | Lola         | LC87             | Ford V8                               | G     | 29 | Yannick Dalmas     |                                |
| Larrousse & Calmels F1         | Lola         | LC87             | Ford V8                               | G     | 30 | Philippe Alliot    |                                |
| Enzo Coloni Racing Car System  | Coloni       | FC187            | Ford V8                               | G     | 32 | Nicola Larini      |                                |

## Grands Prix de la saison 1987
| no  | Date         | Grand Prix                    | Lieu              | Vainqueur      | Écurie         | Pole position  | Record du tour | Résumé |
| --- | ------------ | ----------------------------- | ----------------- | -------------- | -------------- | -------------- | -------------- | ------ |
| 437 | 12 avril     | Grand Prix du Brésil          | Jacarepaguá       | Alain Prost    | McLaren-TAG    | Nigel Mansell  | Nelson Piquet  | Résumé |
| 438 | 3 mai        | Grand Prix de Saint-Marin     | Imola             | Nigel Mansell  | Williams-Honda | Ayrton Senna   | Teo Fabi       | Résumé |
| 439 | 17 mai       | Grand Prix de Belgique        | Spa-Francorchamps | Alain Prost    | McLaren-TAG    | Nigel Mansell  | Alain Prost    | Résumé |
| 440 | 31 mai       | Grand Prix de Monaco          | Monaco            | Ayrton Senna   | Lotus-Honda    | Nigel Mansell  | Ayrton Senna   | Résumé |
| 441 | 21 juin      | Grand Prix de Detroit         | Detroit           | Ayrton Senna   | Lotus-Honda    | Nigel Mansell  | Ayrton Senna   | Résumé |
| 442 | 5 juillet    | Grand Prix de France          | Le Castellet      | Nigel Mansell  | Williams-Honda | Nigel Mansell  | Nelson Piquet  | Résumé |
| 443 | 12 juillet   | Grand Prix de Grande-Bretagne | Silverstone       | Nigel Mansell  | Williams-Honda | Nelson Piquet  | Nigel Mansell  | Résumé |
| 444 | 26 juillet   | Grand Prix d'Allemagne        | Hockenheim        | Nelson Piquet  | Williams-Honda | Nigel Mansell  | Nigel Mansell  | Résumé |
| 445 | 9 août       | Grand Prix de Hongrie         | Hungaroring       | Nelson Piquet  | Williams-Honda | Nigel Mansell  | Nelson Piquet  | Résumé |
| 446 | 16 août      | Grand Prix d'Autriche         | Österreichring    | Nigel Mansell  | Williams-Honda | Nelson Piquet  | Nigel Mansell  | Résumé |
| 447 | 6 septembre  | Grand Prix d'Italie           | Monza             | Nelson Piquet  | Williams-Honda | Nelson Piquet  | Ayrton Senna   | Résumé |
| 448 | 20 septembre | Grand Prix du Portugal        | Estoril           | Alain Prost    | McLaren-TAG    | Gerhard Berger | Gerhard Berger | Résumé |
| 449 | 27 septembre | Grand Prix d'Espagne          | Jerez             | Nigel Mansell  | Williams-Honda | Nelson Piquet  | Gerhard Berger | Résumé |
| 450 | 18 octobre   | Grand Prix du Mexique         | Mexico            | Nigel Mansell  | Williams-Honda | Nigel Mansell  | Nelson Piquet  | Résumé |
| 451 | 1er novembre | Grand Prix du Japon           | Suzuka            | Gerhard Berger | Ferrari        | Gerhard Berger | Alain Prost    | Résumé |
| 452 | 15 novembre  | Grand Prix d'Australie        | Adélaïde          | Gerhard Berger | Ferrari        | Gerhard Berger | Gerhard Berger | Résumé |

## Classement des pilotes
| Classement | Pilote            | Points  |
| ---------- | ----------------- | ------- |
| Champion   | Nelson Piquet     | 73 (76) |
| 2e         | Nigel Mansell     | 61      |
| 3e         | Ayrton Senna      | 57      |
| 4e         | Alain Prost       | 46      |
| 5e         | Gerhard Berger    | 36      |
| 6e         | Stefan Johansson  | 30      |
| 7e         | Michele Alboreto  | 17      |
| 8e         | Thierry Boutsen   | 16      |
| 9e         | Teo Fabi          | 12      |
| 10e        | Eddie Cheever     | 8       |
| 11e        | Jonathan Palmer   | 7       |
| 12e        | Satoru Nakajima   | 7       |
| 13e        | Riccardo Patrese  | 6       |
| 14e        | Andrea De Cesaris | 4       |
| 15e        | Philippe Streiff  | 4       |
| 16e        | Derek Warwick     | 3       |
| 17e        | Philippe Alliot   | 3       |
| 18e        | Martin Brundle    | 2       |
| 19e        | Ivan Capelli      | 1       |
| 20e        | René Arnoux       | 1       |
| 21e        | Roberto Moreno    | 1       |

- Arrivé cinquième du Grand Prix d'Australie, le Français Yannick Dalmas (Lola-Ford de l'écurie Larrousse) ne marque pas de points au championnat, car l'écurie Larrousse n'avait à l'origine inscrit qu'une seule voiture au championnat.

## Classement des constructeurs
| Classement | Écurie                 | Points |
| ---------- | ---------------------- | ------ |
| Champion   | Williams-Honda         | 137    |
| 2e         | McLaren-TAG            | 76     |
| 3e         | Lotus-Honda            | 64     |
| 4e         | Ferrari                | 53     |
| 5e         | Benetton-Ford          | 28     |
| 6e         | Tyrrell-Ford           | 11     |
| 7e         | Arrows-Megatron        | 11     |
| 8e         | Brabham-BMW            | 10     |
| 9e         | Lola-Ford              | 3      |
| 10e        | Zakspeed               | 2      |
| 11e        | Ligier-Megatron        | 1      |
| 12e        | AGS-Ford               | 1      |
| 13e        | March-Ford             | 1      |
| 14e        | Minardi-Motori Moderni | 0      |
| 15e        | Osella-Alfa Romeo      | 0      |
| 16e        | Coloni-Ford            | 0      |

## Trophée Jim Clark et Trophée Colin Chapman
Les pilotes et écuries utilisant un châssis équipé d'un moteur atmosphérique sont éligibles au trophée Jim Clark, qui récompense le meilleur pilote, et le trophée Colin Chapman, qui récompense le meilleur constructeur.
| Classement | Pilote           | Points |
| ---------- | ---------------- | ------ |
| Champion   | Jonathan Palmer  | 95     |
| 2e         | Philippe Streiff | 74     |
| 3e         | Philippe Alliot  | 43     |
| 4e         | Ivan Capelli     | 38     |
| 5e         | Pascal Fabre     | 35     |
| 6e         | Roberto Moreno   | 4      |
| 7e         | Yannick Dalmas   | 0      |
| 8e         | Nicola Larini    | 0      |

| Classement | Team         | Points |
| ---------- | ------------ | ------ |
| Champion   | Tyrrell-Ford | 169    |
| 2e         | Lola-Ford    | 43     |
| 3e         | AGS-Ford     | 41     |
| 4e         | March-Ford   | 38     |
| 5e         | Coloni-Ford  | 0      |